# Expert Knob Twiddlers
Expert Knob Twiddlers, ou Mike & Rich de son nom officiel, est un album paru en 1996 sur Rephlex. Il est le fruit d'une collaboration entre Michael Paradinas (alias µ-Ziq) et Richard D. James (alias Aphex Twin).

## Développement
Expert Knob Twiddlers réunit 10 morceaux composés en 1994, au cours de sessions qui réunissaient µ-Ziq, Aphex Twin mais aussi Squarepusher, Luke Vibert et Cylob. De ces bœufs arrosés si on en croit Michael Paradinas, Richard D. James, qui codirige Rephlex, ne retient finalement que les titres écrits avec lui. Le duo prend le nom Mike & Rich, simple retranscription de leurs diminutifs respectifs.
La pochette est cosignée Richard D. James et Richard Clayton, qui avait déjà travaillé notamment sur …I Care Because You Do et Richard D. James Album. On y voit James et Paradinas s'affronter au jeu Dix de chute, référence, tout comme le nom Expert Knob Twiddlers (« experts tripoteurs de boutons »), à leur manipulation des potentiomètres. À côté on peut lire le texte « Cleverly manoevre your records onto the platters and then listen to the tracks in the right order to win! But watch out-the tracks are different on each side you could be helping your opponent instead of helping yourself! », (« Manœuvre intelligemment tes disques sur les platines et écoute les morceaux dans le bon ordre pour gagner ! Mais attention, les pistes sont différentes d'une face à l'autre, tu pourrais aider ton opposant au lieu de t'aider toi-même ! »). Les deux artistes apparaissent sur le livret sous les noms Micheal Paradinis et Richard James.
Un titre Brivert and Muons, issu des mêmes enregistrements mais qui n'a pas été retenu pour l'album, a été rendu public sur le site web de µ-Ziq, dans une version mp3. Paradinas se rappelle avoir composé le morceau Giant Inflating Football chez James, en regardant un match de la Coupe du monde de football.

## Réception
Composé rapidement et sans grand sérieux mais sorti deux ans après la finalisation de l'écriture, Mike & Rich hérite de critiques rares et mitigées.
S'il relève tout de même quelques « perles », FACT (en) souligne un disque « plus célèbre pour sa pochette que pour son contenu ». AllMusic le crédite d'un bonne note (4/5) mais le reconnaît un peu « fade », « annulant les attraits spécifiques des deux artistes », et le réserve à leurs inconditionnels. L’agrégateur de critiques Sputnikmusic lui attribue une note moyenne de 2.3/5. En 2016, Pitchfork estime que « c'est comme deux amis qui aiment faire de la musique ensemble, s'amuser et se divertir, sans trop se soucier du contrôle qualité. »

## Liste des morceaux
| 1.    | Mr. Frosty               | 6:51 |
| 2.    | Jelly Fish               | 6:30 |
| 3.    | Eggy Toast               | 4:07 |
| 4.    | Reg                      | 5:57 |
| 5.    | Vodka                    | 4:12 |
| 6.    | Winner Takes All         | 5:44 |
| 7.    | Giant Deflating Football | 6:22 |
| 8.    | Upright Kangaroo         | 3:31 |
| 9.    | The Sound Of Beady Eyes  | 7:46 |
| 10.   | Bu Bu Bu Ba              | 6:51 |
| 57:51 |                          |      |

## Fiche
- Label : Rephlex
- Catalogue : CAT 027 CD / LP
- Format : CD / LP
- Pays : Angleterre
- Parution le : 24 juin 1996
- Genre : Musique électronique